# Symmachia leopardina
Symmachia leopardina är en fjärilsart som beskrevs av Felder 1865. Symmachia leopardina ingår i släktet Symmachia och familjen Riodinidae. Inga underarter finns listade i Catalogue of Life.